# Chơi hụi
Chơi hụi (tên khác: họ, hội, huội, biêu, phường, huê) gọi chung là hụi, là một hình thức huy động vốn trong dân gian Việt Nam và thường do phụ nữ thực hiện. Đây là hình thức trái ngược với trả góp. Trước đây, việc chơi hụi chưa được pháp luật Việt Nam thừa nhận và bảo vệ quyền lợi nhưng kể từ năm 2006 đã có nghị định 144/2006/NĐ-CP quy định hướng dẫn về họ.

## Hình thức
Có hai hình thức hụi: hụi có lãi và hụi không có lãi.
Ngoài ra còn còn phân biệt: hụi thảo và hụi ước.

## Thể thức
Khi chơi hụi cần có một người đứng ra làm chủ (chủ hụi) và mời các thành viên khác cùng chơi (con hụi). Chủ hụi có trách nhiệm đi thu tiền (tài sản) của con hụi. Một "dây hụi" có thể không giới hạn người chơi. Các thành viên của dây hụi thống nhất góp một loại tài sản có giá trị giao dịch như: tiền, vàng, gạo,... Dây hụi cũng thỏa thuận số lượng tài sản góp, số kỳ góp, thời gian góp, kỳ mở hụi,...
Ví dụ: Một dây hụi mười người, góp ngày 10.000₫, mở hụi cuối tháng.
Như vậy, chẳng hạn đến kỳ mở hụi thứ nhất (ngày thứ 30), bà A được "hốt hụi" thì bà nhận được số tiền là: 10.000₫ × 10 người × 30 ngày = 3.000.000₫ (trong đó có tiền bà góp là: 10.000₫ × 30 ngày = 300.000₫), ngoài ra, nếu có thỏa thuận thì bà A phải trích ra một số tiền hoa hồng cho chủ hụi. Qua việc chơi dây hụi này, bà A mượn được nguồn vốn gấp 10 lần bà góp để dùng vào việc riêng.
Qua kỳ hụi thứ hai, bà A và các con hụi khác vẫn phải góp 10.000₫ một ngày. Đến kỳ mở hụi (ngày thứ 60), một người khác cũng sẽ được "hốt hụi" với số tiền tương tự bà A. Hụi kết thúc khi tất cả các con hụi đều đã được hốt hụi.

### Chơi hụi có lãi
Bên cạnh đó còn có hụi tính lãi. Với kiểu này, người nào hốt trước sẽ lỗ nhiều, người "hốt hụi chót" sẽ lời nhiều.
Thông thường, trong một chu kỳ hụi có lãi theo tháng, người hốt trước phải đóng nhiều tiền, người hốt sau phải đóng ít tiền hơn.
Ví dụ: có 10 người chơi, tháng đầu mỗi người đóng 850.000₫, người lấy xong tháng sau đóng 1.000.000₫ cho tới hết chu kỳ. Người hốt tháng bất kỳ sẽ lấy tổng số tiền mà tất cả những người tháng đó đóng và trả tiền công cho chủ hụi là 1.000.000₫. Hiểu đơn giản là trong chu kỳ hụi người lấy đầu tiên hụt vào người sau cùng, người lấy thứ hai chỉ chịu bù cho người kế sau cùng trừ tiền công của chủ hụi. Nếu tiền công của chủ hụi lớn thì không nên chơi.
Hụi chết: là người hốt trước phải trả lãi.
Hụi sống: là người hốt sau được lời.
Hụi ma là người đã chơi hốt hụi, nhưng bỏ trốn.
Giả sử người có dư vốn muốn chơi hụi thì có thể so sánh, tổng số tiền mình bỏ ra trong một chu kỳ, tổng số tiền mình nhận được đến lúc mình lấy đã trừ đi tiền của chủ hụi. So sánh tổng số tiền mình sẽ gửi vào ngân hàng đến thời gian đó. Tất nhiên còn đo độ rủi ro nữa.

### Hụi ước
Đây là hình thức chơi hụi được xem là an toàn nhất đối với các hụi viên. Hình thức này phổ biến trong giới người Hoa.
Theo đó, Chủ hụi mời các hụi viên tham gia dây hụi, ngày đầu tiên mở hụi, các hụi viên có mặt đông đủ, biết mặt nhau, biết tên, biết số điện thoại rõ ràng. Hụi viên sẽ góp hụi cho chủ hụi tại bàn ăn, ví dụ mỗi phần 10 triệu thì mỗi hụi viên đưa cho Chủ hụi 10 triệu. Xem như chủ hụi là người hốt hụi đầu tiên.
Tới kỳ hụi kế tiếp, các hụi viên "bỏ phiếu", ai trả lãi cao thì được hốt.
Ưu điểm của loại hình này là: đóng hụi trên bàn tiệc hụi tại một địa điểm cố định, không được đóng trễ. Người bỏ phiếu hốt hụi thì nhận tiền hốt hụi đủ một lần tại bàn tiệc hụi. Chính vì vậy, chủ hụi không được giữ tiền hụi viên mà chỉ có trach nhiệm kiểm, đếm cho đủ để giao cho người hốt hụi. Chủ hụi không lấy tiền thảo (hoa hồng), ai hốt hụi phải đóng lại số tiền ăn cố định để trả tiền tiệc hụi. Ví dụ: hụi 10 triệu mỗi phần thì đóng tiền ăn hụi là 4 triệu. Phần chênh lệch cao hơn 4 triệu chia diều cho mỗi người dự tiệc hụi.
Hụi viên hốt hụi không đóng tiền hụi chết thì chủ hụi phải chịu. Chủ hụi mà giựt hụi thì hụi viên chỉ mất phần nhỏ do mới đóng một phần, do đó, chủ hụi không thể nào giựt hụi được vì tất cả hụi viên đều biết mặt nhau.

## Đặc điểm
Chơi hụi giống hình thức bỏ ống tiết kiệm nhưng giúp các con hụi có cơ hội nhận trước tổng số tiền mình định tiết kiệm nhanh hơn. Và khi đã nhận được tiền hụi, người đó trở về giống hình thức trả góp.
Bể hụi: Khi chủ hụi đã thu hụi của các con hụi, đến kì mở hụi mà không chi trả cho người được hốt hụi thì được coi là bể hụi.
Giật hụi: Tới kì mở hụi mà không tìm ra chủ hụi, thì gọi là giật hụi.